# Psychotria nigra
Psychotria nigra là một loài thực vật có hoa trong họ Thiến thảo. Loài này được (Gaertn.) Alston miêu tả khoa học đầu tiên năm 1931.